# Oulad Hriz
Oulad Hriz (en arabe: أولاد حريز), sont une tribu qui fait traditionnellement partie de la confédération tribale des Chaouia, située au Maroc. D'origine majoritairement arabe, leurs ancêtres sont issus des anciennes vagues de migrations arabes dans la région du Maghreb.
Ils sont souvent considérés comme appartenant aux Arabes Hilaliens, en particulier au groupe des Beni Jabir. Toutefois, selon certaines sources et subdivisions tribales, ils peuvent également être rattachés aux Banu Sulaym. Cependant, lors de la migration dans la Chaouia, plusieurs mélanges se passèrent, donnant naissance à un mélange entre sanhadja, masmouda et arabes, causant la tribu a posséder quelques fractions d'origine berbère. Aujourd'hui, la culture arabe maghrébine, par sa langue, ses coutumes et sa présence, exerce une influence prépondérante, rattachant l'identité des Oulad Hriz aux arabes.

## Origines
La tribu des Oulad Hriz est issue de plusieurs lignages. Elle rassemble des groupes bédouins appartenant à la grande confédération Jochem, dont font partie les Khult, les Seffiane et les Banu Jabir. La faction des Riyah ait elle aussi fait partie de ces groupes arabes déplacés à cette époque.
Cependant, la tribu des Oulad Hriz ne se compose pas uniquement de ces éléments arabes : elle intègre également des éléments autochtones, descendants des premiers habitants de la Tamesna comme les survivants de la population berghouata, qui avaient en partie disparu.
Ainsi, les trois grandes composantes réunissant autochtones berghouatas, Hilalienne et Jochem, représentent les lignages les plus anciens et les plus enracinés de la Tamesna. Leur fusion donne à la tribu des Oulad Hriz son identité particulière, face à d'autres groupes établis plus tardivement dans la région.

## Territoire

### Organisation
Le territoire des Oulad Hriz se situe dans la Basse Chaouïa, autour de la kasbah de Berrechid. Il est divisé en deux grandes zones naturelles distinctes:
- À l’est, les terres forment une vaste plaine subhorizontale faite de sédiments. Cette région possède des sols riches, mais lourds et difficiles à travailler. Avant la colonisation, l’occupation humaine y était peu dense, principalement tournée vers une agriculture et un pastoralisme limités[4].
- À l’ouest, le territoire est plus varié et repose sur les affleurements du socle. On y trouve des fonds de daïa avec des pâturages humides ; Des sols caillouteux ou sableux, légers et faciles à cultiver sur les pentes ainsi que des sols lourds sur les zones planes intermédiaires[4].

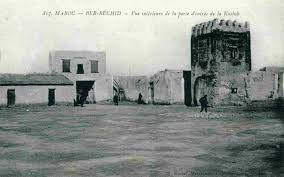
Photographie de la Kasbah de Berrechid en 1908

Les Oulad Hriz de l’ouest, grâce à cette diversité, avaient des terroirs plus faciles à exploiter que ceux de l’est.
Durant la colonisation, les terres de l’est furent massivement transformées par de grandes exploitations céréalières mécanisées, ce qui accéléra le développement économique autour de Berrechid. Après l’indépendance, l'est du territoire connut une reconversion agricole importante (maraîchage, cultures fourragères, irrigation), en lien avec la proximité de Casablanca. En revanche, les Oulad Hriz de l’ouest, petits propriétaires, virent leur évolution économique stagner.

## Composition tribale
La tribu des Oulad Hriz se divise en 3 groupements : Oulad Yaq’oub, Oulad Yoûsef et Oulad Jabir. Individuellement, elles disposent de clans distincts des autres. Il existe un dernier groupement, les Chourefa ou Mourabitines. Il y a au total 5 grands groupes et 19 fractions. Il existe 3 fractions berbères, et 16 arabes.

### Oulad Yaq'oûb
Les Ouled Yaq'oûb descendent des Ouled Qassem, qui appartiennent aux Jochem du groupe Safiane. Les Habbacha quant à eux sont des chleuhs venus sous le règne du sultan Abderrahmane ben Hicham.
- Halâlfa 
  - Oulad 'Azzouz
  - Oulad Moussa Ben Brahim
  - Oulad 'Ali Ben Brahim
- Tala‘out
- Mbarkîn Oulad Ali
- Mbarkîn Oulad Mohammed
- Habbacha Dheroua
- Habbacha Tal'a

### Oulad Yoûsef
Pour le cas des Oulad Yoûsef ils s'affilient aux Drannas, qui appartiennent aux Jochem du groupe Beni Jabir. 6 fractions sont recensées. Ce groupe est le plus arabe parmi tous, ils descendent tous de Yoûsef, qui lui, descend de Mahdan, puis de Jabir.
- Foqra Oulad 'Allal 
  - Famille Ibn Rachid (qui donnera le nom Berrechid)[6]
  - Zâouïa si El-Moqaddem
  - Oulad Sidi Djilali
  - Oulad Allal
  - Oulad 'Othmân
- Foqra Oulad 'Abdallah
  - Oulad Ali ben 'Amer
  - Oulad 'Abdallah
- Oulad Hadjadj
  - Mouâlin Es-Sahel
  - Mouâlin Tirs
- Dranna et Beni Meniar
- Abbara et Oulad Moûsa.

### Oulad Jabir
Les Oulad Jabir descendent des Khlot, qui s'affirment s'apparenté aux Jochem. Hormis pour les Riyâh qui sont des Banu Hilal ; cette petite fraction a la particularité d'être l'unique clan Riyâh du Maroc. On suppose que les Oulad Salah, fraction du groupement, seraient les derniers vestiges des berghouatas, descendants de Salah ibn Tarif,.
- Oulad Salah[2]
  - Oulad Salah el-Ain
  - Oulad Salah Ech-Chaoul
- Riyâh
  - Briret
  - Hassanet
  - Ababda
- Oulad Rahal el-Keraiz
  - Mouâlin Djeboub
  - Mouâlin El-Hofra
- Oulad Ghoufir
  - Oulad 'Amer Ben Ghoufir
  - Dhiyâb

### Chorfa (Nasiriyyah)
Le cas des Chorfa est plus complexe, ceux qui s'y revendiquent sont généralement des arabes soient issus des Idrissides, soit des arabes Banu Sulaym qui se sont fait attribuer les titres de Chérif. Il se peut qu'il ne soit même pas des Chérifiens mais juste des arabes, sans affiliation particulière, car il était commode de se rattacher à la famille du Prophète pour en tirer profit. Ce groupe se résume à la Zaouïa de Nouaceur.
Parmi les autres zaouïas présentes chez les Oulad Hriz, il y figure:
- La Zaouïa de Sidi El-Mekki
- La Zaouïa de Chantouf
- La Zaouïa des Ouled Sidi Ahmed Ben Bouazza
- La Zaouïa de Bouazza Ben Bouazza
- La Zaouïa des Ouled Sidi Idriss
- La Zaouïa des Ouled Sidi El-Jilali.

### Mourâbitîn
Les Mourâbitîn sont des Chleuhs et Sanhadja issu de la conquête almoravide, issu de la tribu des Mzamza, ils ont intégré la tribu des Oulad Hriz et se sont arabisés.

## Caïds de la tribu
Les caïds ayant dirigé la tribu ont pu être retracés à travers les récits transmis au sein de la tribu (bien que difficilement vérifiables) ainsi que dans certaines sources coloniales. Ils sont souvent retenus dans les histoires de la tribu pour leur piété, exemplarité ou dans le cadre de la guerre ainsi que réformes au sein de la tribu. La majorité des dirigeants de Berrechid et de la tribu appartiennent au Foqra Oulad Allal et se disent descendants d'Idrissides.
| Nom                                       | Période   | Détails |
| ----------------------------------------- | --------- | --- |
| Othman ben Mohammed                       | 1770-1795 | Le caïd Othman est l'un des premiers chefs connus des Oulad Hriz. Issu d’une lignée purement « hrizienne » et Idrisside.                                                                           |
| Bouchaïb Ben Othman                       | 1800-1815 | Fils du caïd Othman, il élargit son autorité en administrant d'autres grandes tribus de la région comme les Mdakra, Oulad Ali, Oulad Ziane, Oulad M'Rah (fraction de la tribu Mzab) et les Ziaïda. |
| El-Hattab Ben Bouchaïb                    | 1820-1831 | Fils de Bouchaïb, il prend la tête des Oulad Hriz et supervise l'achèvement de la construction de la grande kasbah de Berrechid.                                                                   |
| Rachid bin Othman bin Bouchaib            | 1831-1840 | Nommé sous le règne d'Abderrahmane ben Hicham, il supervise la reconstruction de la Kasbah de Berrechid et place son fils comme chef militaire.                                                    |
| Mohamed Ben Rachid                        | 1840-1858 | Fils de Rachid, il est considéré comme un grand commandant et gouverne pendant 18 ans. |
| Rachid Ben Mohamed Ben Rachid             | 1858-1861 | Succède à son père, son règne est marqué par des contestations des tribus sous le commandement des Oulad Hriz.                                                                                     |
| Moulay Abd Es-Salâm "Lahrizi" Berrechid   | 1880-1903 | Nommé par Hassan ben Mohammed, il dirige les tribus des Oulad Ali et des Mdakra et fait creuser des tranchées autour de la kasbah de Berrechid pour la protéger.                                   |
| El-Hâdj Ahmed ben Abd Es-Salâm            | 1903      | Contesté et non reconnu par les assemblées tribales, il mourra à Taza. |
| El-Hâdj Hammou ben El-Hâdj Mohammed       | 1904-1905 | Membre des Foqra Oulad Allal, il prend le pouvoir à Berrechid après la mort d'El-Hâdj Ahmed. |
| Hajj Hammou                               | 1905-1908 | Considéré comme le héros historique de la tribu, il se révolte contre les Français et le makhzen et reste en révolte jusqu'à sa reddition en 1908.                                                 |
| Mohamed Ben Moulay Abd Es-Salâm Berrechid | 1906-1971 | Surnommé « Ould Chmisha », il exerce son rôle de chef de la tribu de 1921 à 1956, et joue un rôle-clé lors de la visite du roi Mohammed V en 1947.                                                 |
| Ahmed Ben Mohamed                         | 1971      | Fils de Mohamed Ben Moulay Abdel Salam, il conserve une position symbolique au sein de la tribu.                                                                                                   |

### Formation de la Tribu (XIe siècle — XIIe siècle)

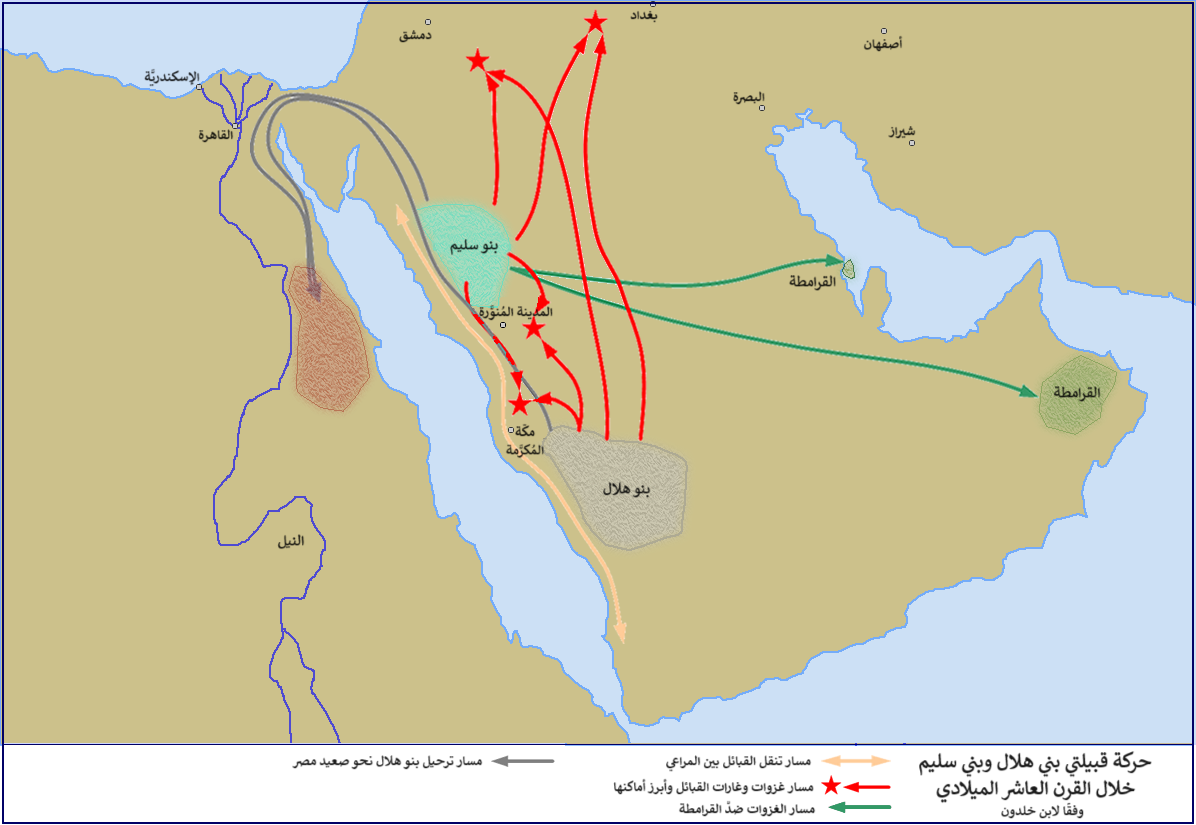
Mouvement des tribus arabes hilaliennes.

## Histoire

### Formation de la Tribu (XIe—XIIe)

#### Invasion Hilalienne (1050-1053)
Issu des Jochem, ils ont pris part à l'invasion hilalienne de l'empire des Zirides au XIe siècle. Dans cette invasion, les ascendants des Oulad Hriz ont traversé la Tunisie en combattant aux côtés des Hilaliens avant d'entrer par le Nord du Maroc pour ensuite arriver dans les plaines de l'Atlantique. Ibn Khaldūn cite cette relation entre les Banū Hilal et Sulaym avec les Jochem. Installés dans cette région (Tamesna) comme dans un fief militaire, les Arabes jochem, loin de tirer parti de la fertilité du sol qui leur était échu, rançonnèrent et exploitèrent le pays pendant près d'un siècle, comme ils le firent aussi dans leurs établissements du Nord, ne cessant leurs brigandages que de temps à autre, lorsque les Sultans intervenaient. Ils pillèrent les Berbères et razzièrent sur les routes jusqu'au moment où ils se sédentariseront devant la conquête mérinide. La Tamesna fut rapidement soumise par les Mérinides. Ainsi, les Oulad Hriz se formeront à partir d'une réunion d'anciens berghouatas (Berbères), d'arabes jochemides et d'hilaliens à partir d'une lignée arabe.

#### Origine de Hriz et thèses d'ascendant commun
Il est rapporté selon certaines sources que le nom de la tribu est issu de Hriz bin Tamim bin Amr Wishah bin Amer bin Rafi bin Dabbab bin Malik bin Salim, affilié également au Sidi Amr Ibn Lahcen même si la tribu est majoritairement Jochem.
Outre l'idée d'ascendance commune, une théorie prend Hriz comme un poète arabe Banu Sulaym réputé, qui aurait été utilisé pour le nom de la tribu.
La dernière thèse concernant Hriz, contredit l'idée d'un ascendant Banu Sulaym ou celle d'un poète mais l'aligne plutôt sur la descendance de Jabir, et donc aux Jochem.

### Époque médiévale (XIIe—XVe)

#### Époque Almohades et Mérinides (1121-1465)
Une fois les Banu Ghania battus, Yaqub Al-Mansour déplaça les Jochem dans la Tamesna. Tout au long du XIIe siècle, les Jochem exercèrent leur domination sur la région de la Tamesna, jusqu'à l'arrivée des Mérinides. Lorsque ces derniers lancèrent leur conquête du Maghreb, les Jochem et les Riyâh, encore imprégnés de leur héritage nomade, résistèrent farouchement et ne se rendirent qu'après de nombreuses batailles et lourdes pertes. Une fois soumis, les Mérinides formèrent une alliance avec les Bni Muhalhal des Khlot par mariage, un lien similaire à celui que les Almohades avaient établi avec les Seffiane. Cependant, au fil du temps, l'influence des Jochem s'affaiblit, et ils perdirent même toute mémoire de leur mode de vie pastoral. Ils furent progressivement réduits à un rôle de simples contribuables, devant fournir des ressources et des hommes au sultan,.

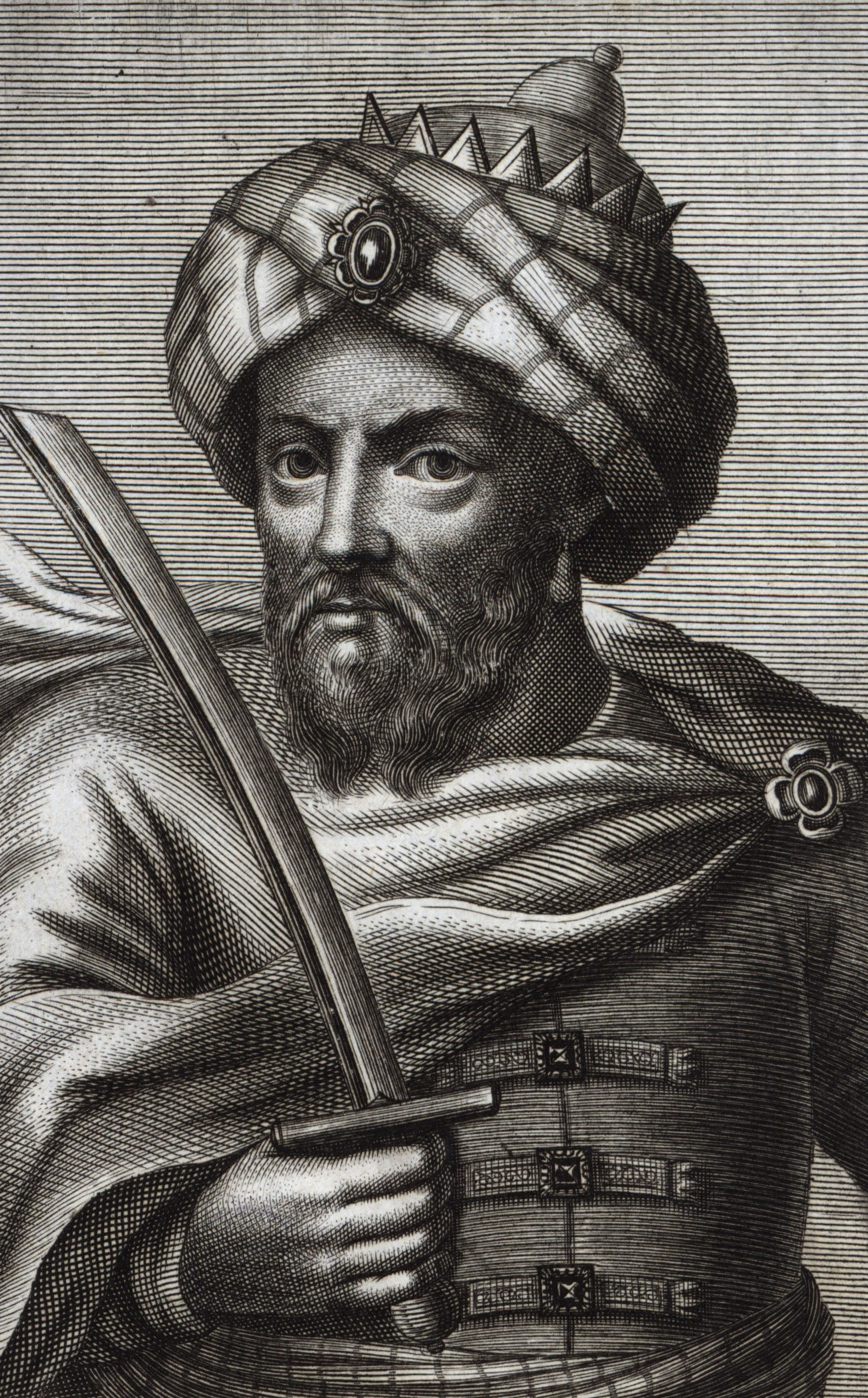
Illustration de Moulay Ismail par Henry de Castries, 1903.

### Époque Moderne (XVIIe—XIXe)
Entre la fin du XVIᵉ siècle et le début du XVIIᵉ siècle, la tribu profita de la désorganisation politique provoquée par l'effondrement du pouvoir saadien, en effet, après la mort d'Ahmed Al-Mansour en 1603, la région sombra dans le chaos. Ce n'est qu'avec l'intervention de Moulay Ismail (1672-1727) que l'ordre fut en partie rétabli. Mais malgré cela, la tribu retrouva vite son autonomie et sa capacité de révolte, profitant des faiblesses du pouvoir central, malgré les répressions de l'Empire chérifien.

#### Instabilités dans la Tamesna (1794-1897)

##### Sous Yazid ben Mohammed (1790-1792)
La tribu Oulad Hriz, se révolta contre le pouvoir de Yazid ben Mohammed (perçu comme tyrannique) dans la plaine de la Chaouia et attisa la discorde entre les tribus makhzénienne et tribus insoumises au sultan. Abdelali Ibn El-Hajj Bou Chérif El-Maghribi, un chef militaire de la tribu Oulad Hriz prit le pouvoir sur plusieurs régions, refusant de se soumettre au Makhzen, jusqu'à ce que Moulay Yazid, ordonne son arrestation. Abdelali fut capturé et exécuté en 1795 après la victoire des forces du sultan.

##### Sous Moulay Slimane (1792-1822)

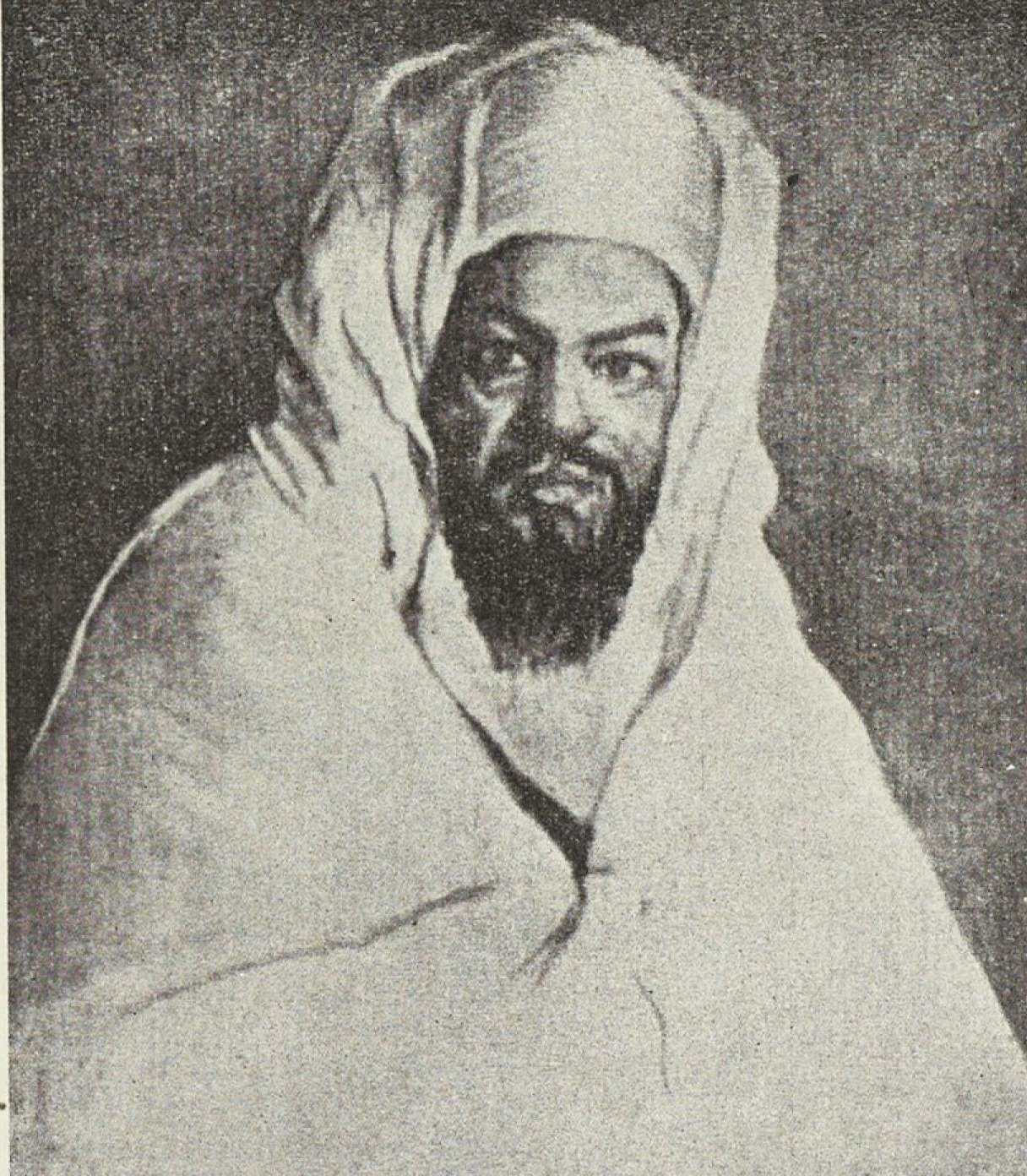
Portrait de Slimane ben Mohammed.

A l'aube du XIXᵉ siècle, de nouveaux soulèvements éclatèrent dans les plaines de la Chaouia, principalement menés par les Oulad Hriz. Le Makhzen réagit par des campagnes militaires, mais la résistance locale persista, obligeant parfois le pouvoir central à négocier ou à tolérer certaines autonomies.

###### Insurrection d'Abd al-Malik Ben Idriss (1794-1795)
En 1795, une révolte des Chaouïa sanglante se lança à partir des Oulâd Bou 'Atiya, composé par les Oulad Hriz, Mdhakra et les Oulâd 'Ali. Cette insurrection fut déclenchée par le mécontentement croissant des notables du groupe envers le sultan Moulay Slimâne et son administration. Abd al-Malik Ben Idriss, cousin du sultan et son lieutenant en Chaouïa, sera soutenu face à Moulay Slimane. Cependant, après une campagne militaire punitive envers les tribus insurgés, dont les Oulad Hriz, Griran Al-Hrizi a été placé à la tête de la région. 
Après avoir triomphé sur les tribus insurgés Chaouis, le Sultan reçut des demandes de pardon de la part des tribus Doukkala et Chiadma, accompagnées de « talib » (étudiants religieux) et des savants qui s'étaient joints à eux. Ils se rendirent vers le camp du Sultan, espérant implorer sa clémence, mais leur arrivée la nuit fut perçue comme une tentative de trahison. L'armée du Sultan, craignant une embuscade, ouvrit le feu sur eux, tuant un grand nombre de personnes, dont des enfants et des hommes adultes.  Environ 4 000 personnes ont trouvé la mort dans ce massacre tragique. Lorsque le Sultan apprit la nouvelle, il exprima une profonde tristesse et quitta la région de Fedala (Mohammedia).

###### Tyrannie de Griran Al-Hrizi (1796-1814)
Abdelkhalek ben El Mahjoub, connu sous le nom de Griran Al-Harizi, fut l'un des notables de la tribu des Ouled Hariz à la fin du XVIIIe et au début du XIXe siècle. Il connut une ascension rapide sous le règne de Moulay Slimane, après avoir prêté allégeance à Moulay Tayeb, gouverneur de Casablanca et de la Chaouïa. Jeune et impétueux, Griran s'illustra par des actes violents contre d'autres grands noms de la région, provoquant la révolte des tribus Mzab et sa disgrâce temporaire. Arrêté puis libéré, il fut de nouveau chargé par Moulay Slimane de gouverner, mais son impopularité persista. Après avoir soutenu le sultan dans des expéditions militaires, Griran finit par disparaître des sources, son destin restant incertain.

###### Vengeance des Oulad Hriz face à Moulay Slimane (1815)
Toujours sous le règne de Moulay Slimane, les tensions augmentent dans la Chaouia. Pour les Mzamza, les Mzab et Oulad Hriz, c'est l'heure de la révolte. Les tribus lèvent leurs armées et déclare la guerre aux autorités. Les Chehaouna et Oulâd Bou Resq, rallié aux forces du sultan, ont attaqué les Mzamza. Entre janvier et février, les combats ont persisté. Lors d'une bataille contre les tribus rivales des Oulad Bou 'Atiya, les Mzamza étaient acculés. Cependant, les Oulad Hriz sont parvenus à arriver à temps pour soutenir leurs alliés. Leur intervention a été décisive, et ensemble, ils ont réussi à remporter la bataille. Cet affrontement, particulièrement sanglant, a fait environ 300 morts, surtout pour les Oulad Bou 'Atiya sous la bannière de Moulay Slimane. Après cette bataille, les vainqueurs ont attaqués en surprise les Oulad Ziane pour se venger de leur trahison. Ce pillage a été très violent, les femmes ont été capturées, les biens pris, l'argent dérobé et les campements incendiés. Dans la même journée, ils ont pillés la fraction Soualem, leur prenant une majeure partie de leur cheptel. Cependant, les Chehaouna ont réussis à piller une centaine de bétail aux Oulad Hriz. Ibrāhīm Lūrawī, gouverneur de Casablanca qui représentait le pouvoir de Moulay Slimane était désormais pris au piège : Les tribus des Mzab, Oulad Hriz, Mdakra et Oulad 'Ali s’allièrent pour attaquer Ibrāhīm Lūrawī dans son propre fief à Casablanca.

##### À l'époque du sultan Abd Er-Rahman (1859-1873)
Les tensions réapparurent du fait de l'aggravation des prélèvements fiscaux et des réformes administratives imposées. Les Oulad Hriz se révoltent régulièrement face au Makhzen et maintiennent une quasi-indépendance.

##### Tyrannie de Sidi Mohammed Et-Tayeb (1824)
Onze ans plus tard, en 1824, Moulay Abd Er-Rahman, alors résident à Marrakech, confia à son cousin, le chérif Sidi Mohammed ben Et-Tayyeb ben Mohammed ben 'Abdallah, le commandement des tribus de la Tamesna et des Doukkala. Sidi Mohammed, connu pour sa violence et sa dureté, arriva dans la région de la Tamesna et infligea une répression brutale aux Oulad Hriz. Près de deux cents membres de la tribu furent décapités et la kasbah de leur ancien caïd, Griran El-Hrizi, Merdjana, fut détruite.

##### Révolte contre le Sultan (1896-1897)
Aux côtés de la tribu arabe A'chach, les Oulad Hriz ont plongés la Chaouia dans l'anarchie avec une guerre face au Sultan Abdelaziz ben Hassan pendant deux ans.

### «Biled Siba» et Résistance contre la colonisation (XXe—XXIe)

#### Massacre de Settat (1903)
En 1903, la ville de Settat fut attaquée par la tribu Mzamza en révolte contre l'autorité centrale. La communauté juive locale, prise pour cible lors de ces troubles, subit des violences qui poussèrent plusieurs centaines de ses membres à fuir vers Casablanca, alors en plein développement. Dans ce contexte, les paysans de la tribu des Oulad Hriz ont été les seules à porter assistance aux Juifs persécutés. Ils organisèrent de longues expéditions à cheval pour retrouver et libérer des captifs faits lors des attaques. Mohamed Ben Thami, un arabe de la tribu a été à la manœuvre de ces expéditions.

#### Fitna Al-Qalab (1904)
Sous le règne du sultan Moulay Abdelaziz, un événement amusant mais finalement sanglant, connu sous le nom de « Fitna d'Al-Qalab » a eu lieu en 1904. Au souk de Casablanca, un membre de la tribu des Oulad Hriz a demandé un bloc de sucre à un vendeur, mais a reçu un petit bloc. Il s'est moqué en disant que c'était un « petit sucre Mozabite » et qu'il voulait un « grand sucre Hrizi ». Les membres des tribus de Mzab et Oulad Hriz se sont disputés, et la querelle s'est intensifiée jusqu'à devenir une bataille tribale. Après des discussions dans leurs tribus respectives, les Mozabites ont refusé d'être ridiculisés et ont décidé d'attaquer les Oulad Hriz. Malgré une tentative de médiation par Hajj Qaddur al-Riahi (un notable des Oulad Hriz proche du Sultan appartenant au groupe des Riyâh), les Oulad Hriz ont refusé la réconciliation, attaquant les convois mozabites, provoquant plusieurs morts, pillages ainsi que prises d'otages en échanges de rançons. Les Mozabites, dans l'incapacité militaire de rivaliser avec les Hrizi ont finalement porté plainte auprès du Makhzen, plus précisément au successeur du Sultan (Abdel Malik), qui a envoyé un message d'ultimatum aux Oulad Hriz qui mît fin aux hostilités. Malgré la fin de la guerre, la fitna continuera avec la volonté des Oulad Hriz de briser l'accord de paix en s'attaquant aux ouvriers (les « hafarât ») et leur volèrent une partie de leurs biens. Le gouverneur les ignora dans cette affaire, ce qui laissera la voie libre aux Oulad Hriz pour persécuter les Mzab et A'chach.

#### Guerre de succession des Oulad Hriz (1905)
Après la mort du sultan Moulay El-Hasan, le Caïd ‘Abd Es-Salâm, craignant des attaques tribales, fit creuser une tranchée large et profonde au sud de la kasbah de Berrechid. Par la suite, il accompagna le sultan Moulay ‘Abd El-‘Azîz dans son expédition contre le prétendant Bou Hamara. Cependant, il contracta une maladie dans la banlieue de Meknès et mourut avant de pouvoir rentrer à Berrechid. Son fils, El-Hadj Ahmed ben ‘Abd Es-Salâm, lui succéda mais ne régna qu’un an, trouvant la mort à Taza après avoir été blessé au combat contre Bou Hamara. À sa disparition, son cousin El-Hâdj Hammou ben El-Hâdj Mohammed (père de Hajj Hammou) profita des troubles au sein des tribus pour réclamer le pouvoir pendant deux ans. Il réussit à obtenir l’investiture du sultan mais mourut à Casablanca. Après la mort d’El-Hâdj Hammou, deux prétendants se disputèrent le commandement : El-Hâdj Mohammed ould El-Hâdj Hammou (fils du dernier Caïd) et Mohammed ben ‘Abd Es-Salâm (frère d’El-Hâdj Ahmed). Tous deux se rendirent à Fès pour intriguer auprès du sultan, qui finit par nommer Mohammed ben ‘Abd Es-Salâm en tant que Caïd, tandis que son rival fut désigné Khalifa. Cette nomination mécontenta fortement Hadj Hammou, qui souhaitait voir le pouvoir rester dans sa famille. Il incita plusieurs tribus à se révolter contre Mohammed ben ‘Abd Es-Salâm, notamment les Oulâd Hariz et les Mdhakra. Il alla même chercher du soutien auprès des Mzamza, Oulâd Saïd, Oulâd Bou Ziri, Oulâd Sidi Ben Daoud et Mzab, qui répondirent positivement à son appel. Les forces rebelles assiégèrent la kasbah de Berrechid, où seuls quelques notables des Oulâd Youssef restèrent fidèles au Caïd et s’enfermèrent avec lui. Après 29 jours de siège, Mohammed ben ‘Abd Es-Salâm, épuisé et à bout de ressources, décida de fuir discrètement durant la nuit pour se réfugier à Fès. Dès l’annonce de sa fuite, les assiégeants envahirent la kasbah, la pillèrent, détruisirent des maisons et libérèrent les prisonniers. Ces événements eurent lieu en juillet 1905

#### Bombardement et massacre de Casablanca (1907)

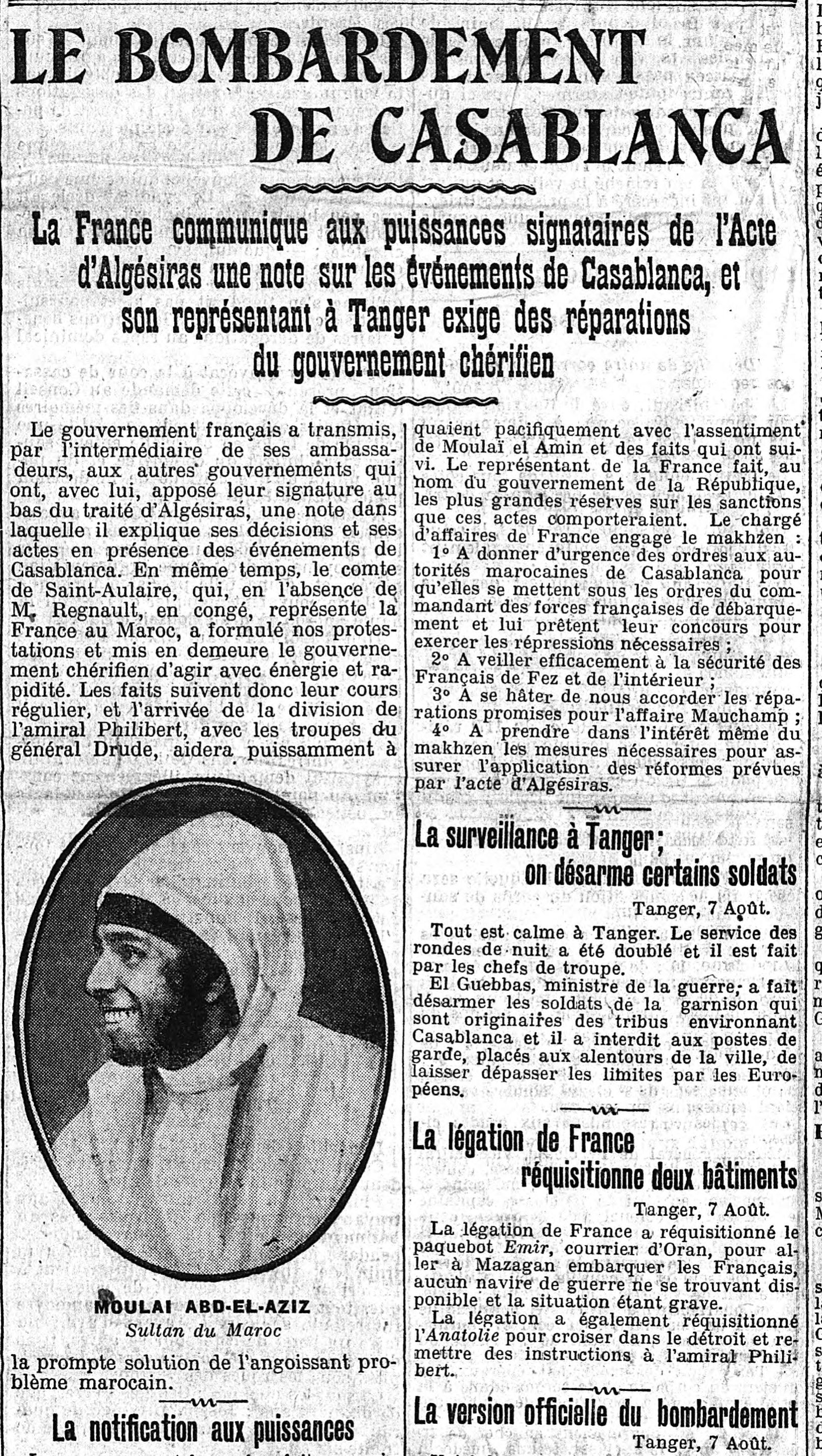
Article du Petit Journal sur le bombardement de Casablanca en 1907.

Les Oulad Hriz furent à l'origine de l’insurrection de Casablanca de 1907. Au sein de la Chaouia, les cavaliers Oulad Hriz et guerriers tribales massacrent les ressortissants européens ainsi que juifs. Dans les quartiers juifs de Casablanca, avec leurs partenaires arabes, les Oulad Ziane, les juifs sont traqués, capturés, décapités ou égorgés à même la rue. Cet horreur forcera les autorités du Sultan à réagir mais, sans conséquences. Le caïd Hajj Hammou issue de la tribu Oulad Hriz lança un appel au djihad pour chasser les Français de leur pays. Il s'associe à Bou Azzaoui pour mener à bien sa révolte, également tourné contre le sultan Abdelaziz. Les Chaouia réussirent à prendre le contrôle de la ville pour s'opposer à la colonisation française. Après plusieurs affrontements qui firent plusieurs morts côté français, ils subirent plusieurs pertes à la suite du bombardement de Casablanca de 1907, ce qui déclencha la troisième guerre du Maroc.
El-Hâdj Mohammed Ould El-Hâdj Hammou, qui avait aspiré à succéder à la famille de Berrechid en tant que chef des Oulad Hriz mais en avait été évincé, a sollicité du Sultan le poste de pacha de Casablanca. Cependant, Bou Beker ben Zid, le candidat préféré de Abdelaziz ben Hassan, a été désigné à sa place. Mécontent d'avoir été écarté par le Makhzen, Hajj Hammou a fomenté des troubles dans toute la région des Chaouia. Après avoir incité les Oulad Hriz contre leur propre chef, il a réussi, avec l'aide de Bou ‘Azzouaoui, à mobiliser les contingents des tribus vers Casablanca et à organiser le pillage du Mellah. Son objectif était de démontrer au Sultan l'incapacité de Si Bou Beker ben Zid, afin de le destituer et de prendre sa place.

#### Guerre de la Chaouia (1907-1914)
Au cours de la guerre, la tribu Oulad Hriz s'imposera comme le fer de lance face à l'armée française, forte d'une tradition guerrière et de chefs populaires, ils donneront du fil à retordre à l'armée française dans leur route jusqu'à Médiouna, leur imposant le prix du sang avec beaucoup de pertes, aux côtés des autres tribus de la Chaouia. Du début jusqu'à la fin, ils jouèrent un rôle centrale dans ce conflit. Dans la résistance, les femmes ont également été à l'œuvre d'actes guerriers, en transportant de l'équipement et des armes. Certaines d'entre elles ont également soigné les blessés des batailles.

##### Capture d'El-Hajj Hammou (1908)

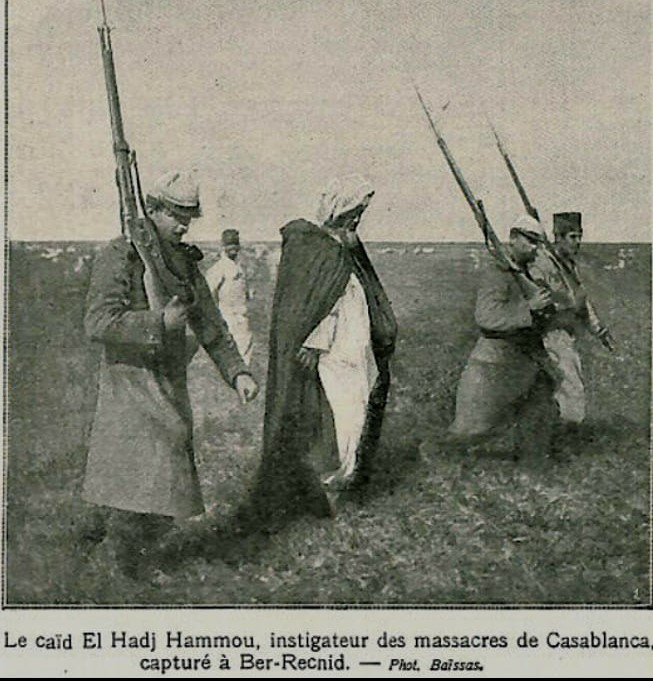
Hajj Hammou, capturé par les forces française à la suite d'une lutte dans la ville de Berrechid.

El-Hâdj Mohammed Ould El-Hâdj Hammou s'était réfugié dans sa propre kasbah, à 4 km de Berrechid. Il fut encerclé le lendemain par la cavalerie et fait prisonnier, le 14 janvier 1908. Il sera jugé pour le massacre de Casablanca au conseil de guerre puis emprisonné. Selon les récits locaux, Hajj Hammou aurait tenté une évasion, avant d'être déplacé à Oujda à perpétuité. Il mourra dans cette même ville en prison.
Dans cette guerre, El-Hâdj Mohammed Ould El-Hâdj Hammou, s'est illustré comme une figure emblématique du mouvement chaouis, et comme l'un des chefs de la résistance des tribus arabes marocaines contre le protectorat français au Maroc, il restera reconnu à travers la tradition orale des arabes de la Chaouia (dans les chants, poèmes et récits épiques ainsi que livres) mais également dans la société et dans l'histoire, souvent décrit comme un martyr, étant donné sa disparition du paysage marocain du jour au lendemain.

##### Après la chute de Berrechid (1908-1912)
Malgré l'occupation de Berrechid et la capture de nombreux chefs Oulad Hriz ainsi que de l'« amân » (paix) réclamé par plusieurs notables, une partie franche des Oulad Hriz restait fidèle aux enseignements de Hajj Hammou, et ont continués la lutte en Chaouia. Au lieu d'effectuer de grandes batailles, ils maintiendront le feu face aux français de manière discrète. Ils entretenaient des contacts secrets avec les tribus voisines, échangeaient des informations et des aides logistiques. En 1912, après l'établissement officiel du protectorat français au Maroc, plusieurs soulèvements éclatèrent dans la région.

## Traditions
Au sein des Oulad Hriz, les traditions sont issues de l'héritage arabe et berbère, les influences arabo-andalouses également, avec l'arrivée du Fez par exemple. Cet ensemble de traditions et coutumes sont généralement conservés, et toujours observable dans la tribu et dans les Moussem ainsi qu'à des jours spécifiques où se déroulent des cérémonies ou fêtes traditionnelles.

### Hospitalité
L'hospitalité chez les Oulad Hariz, est particulièrement généreuse. Chaque douar dispose d'une « djmâa » (assemblée) où tout voyageur musulman peut trouver gîte et nourriture.

### Moussem de Sidi Amr Ben Lahcen
Chaque année, les Oulad Hriz célèbrent un grand moussem en l’honneur du saint Sidi Amer Belahssen. Cette célébration combine chants populaires (notamment la Aïta « Amraouiya »), « hadras », festins et rituels de transe. Le moment culminant est la cérémonie de clôture.

### Aïta Amraouiya
La Aïta Amraouiya est un chant traditionnel propre aux Oulad Hriz. Ce chant décrit des scènes rituelles à forte portée symbolique, évoquant le sacrifice d’un taureau, la fatigue des chevaux, la traversée d’une rivière, et les présages agricoles associés. À travers ce chant, les croyances populaires de la tribu s’expriment, notamment autour de la « baraka » (bénédiction) du saint Sidi Amr Ben Lahcen.

### Rituel du taureau et la traversée de la rivière
Lors de la clôture du moussem, un rituel ancestral est accompli : trois taureaux sont sacrifiés, chacun en offrande à une figure vénérée par la tribu — le premier à Sidi Amer, le second à ses filles (les « El Kanbouchiyates »), et le troisième à son père, Sidi Lahcen. L’un des taureaux, une fois égorgé, est dirigé vers les plaines de la Chaouia. S’ensuit une scène collective où la foule, munie de bâtons et de barres de fer, pousse l’animal à avancer jusqu’à la rivière. Selon la croyance, si le taureau s’effondre avant de la traverser, cela annonce une année agricole difficile. En revanche, s’il parvient à franchir le cours d’eau avant de mourir, cela est perçu comme un signe favorable, garantissant aux Oulad Hriz des récoltes abondantes et la baraka du saint.

### Héritage équestre
La tradition équestre des Oulad Hriz se base sur le passé historique des cavaliers Hrizi avec la tradition « Rimaya », aujourd'hui débouchant sur la fête de la Tbourida - Fantasia, c'est généralement liée à la fête, dont elle constitue le suprême ornement,. Elle est célébrée à l'occasion de certains rites (moussem — ou waada —, zerda ou taam, fêtes annuelles dédiées à un saint pour certaines, au cours desquelles sont sacrifiées des bêtes et organisés de grands festins,), on l'organise en signe de considération à un chef ou un notable que l'on désire honorer. Mais également sportivement, où la tribu accède généralement aux médailles,.

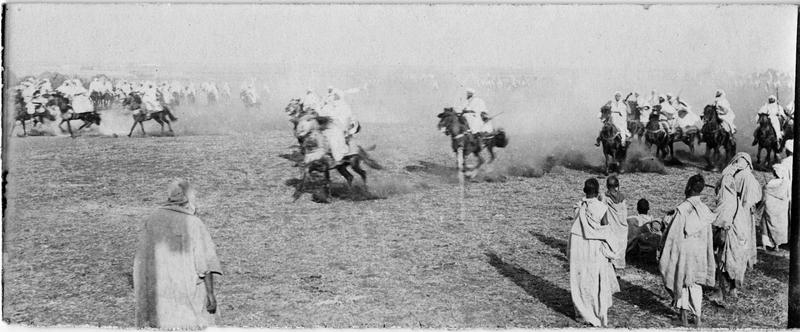
Charge des cavaliers de la tribu à Berrechid, Moussem de Berrechid (1915)

## Personnalités

### Activistes et résistants
- Hajj Hammou : Un des caïds de la tribu et chef militaire provoquant la guerre de la Chaouia.

- Hamad « Al-Hrizi » ben El-Hâdj Ahmed ben Abd Es-Salâm : Fils du gouverneur El-Hâdj Ahmed, il prit les armes avec Hajj Hammou. Hamad mourut lors d'une bataille à Settat en 1908[52].

- Bouchâib ben Al-Hassan. C'était un résistant tenace qui combattit les Français autour de Casablanca et dans toute la Chaouia, menant de nombreuses batailles contre l'armée d'occupation. Après la conquête de la Chaouia, il se rendit à Fès avec de nombreux chefs de la résistance ayant suivi Moulay Abdelhafid. Bouchâib entretenait des relations étroites avec le cheikh Mohamed ben Abdelkebir El-Kettani et fut l'un de ses partisans quand ce dernier quitta Fès. Lorsque la famille du cheikh fut arrêtée, Bouchâib ben Al-Hassan fut également emprisonné en 1909[5].

- Omar El-Alam : Il fut l'un des insurgés les plus connus durant la résistance contre l'occupation française. Il mena les tribus réussissant à infliger plusieurs défaites aux forces coloniales dans la région de Settat. En 1907, lors des événements de Casablanca, il participa activement aux combats contre les troupes françaises. Il mourut cette même année pendant l'attaque contre les positions ennemies à Settat[24].
- Chouayb Ben Al-Hassan : Un chef local qui prit la tête d'une partie des Oulad Hriz et mena plusieurs batailles contre l'occupation. Malgré sa défaite en 1910, il resta actif jusqu'à la soumission de la région en 1912[5].
- Cheikh Mohammed bel-Hâdj Mahroûq : Vieil homme de la fraction des Riyah des Oulad Hriz mais fauteur de troubles avant l'occupation française, il ne s'est soumis que tardivement ; il est illettré, mais on lui reconnaissait une assez bonne moralité[44].

- Cheikh Chafaï ben Noûr : Appartenant aux Oulâd Hadjâdj Mouâlîn Es-Sâhel, il était connu pour son courage et son énergie. Durant la période de la Siba, il aurait acquis une réputation de brigandage sur les routes. Bien que retors et illettré, il s'est a voué son brigandage contre les autorités françaises, malgré les tentatives d'approches des Français[24].

- Ahmed Rachidi : Résistant marocain, dirigeant de l'organisation secrète « La Main Noire », connue pour ses actions contre les collaborateurs pendant la lutte pour l'indépendance du Maroc. Il a été exécuté le 4 janvier 1955, après avoir assassiné un moqaddem accusé de collaboration. Avant son exécution, il a déclaré : « Ne me bandez pas les yeux ! Laissez-moi voir une dernière fois le ciel bleu de mon pays »[53].

### Personnalités religieuses
- Sidi Amr Ben Lahcen Ben Belkacem : Saint patron des Oulad Hriz enterré en territoire Sraghna [54].
- Sidi Aïssa Ben Driss : Saint reconnu par les Oulad Hriz, ascendant de Sidi Amr Ben Lahcen[6].
- Sidi Omar Ben Lahcen : Saint patron par les Oulad Hriz, aussi enterré en territoire Sraghna[55].
- Cheikh Mohammed bel-Mekki : Soufi issu de la fraction des Nouâcer, a poursuivi ses études pendant quatre ans à Fès avant de se former auprès de son père au sein de la communauté des Nouâcer. Son père, un 'adel renommé, a exercé pendant 30 ans les fonctions de moqaddem de la Zâouïa des Nouâcer. Cheikh Mohammed bel-Mekki lui a succédé dans ces rôles, devenant moqaddem de la Zâouïa, 'adel et cheikh de la fraction des Nouâcer. Il jouissait d'une réputation d'intégrité exemplaire et d'érudition[44].

### Personnalités historiques
- Mohamed Ben Thami : Membre de la tribu qui a sauvé un certain nombre de juifs lors du massacre de Settat de 1903[33].

- Griran al-Hrizi : Caïd et gouverneur de la Tamesna réputé pour sa tyrannie.
- Abu Muhammad al-Harizi : Un notable influent des Oulad Hriz abattu sous l'ordre du gouverneur de la région, al-Ghâzî al-Châouî al-Mazîmzî[56].
- Hajj Qaddur al-Riahi : Notable et riche homme de la tribu des Oulad Hriz, connu pour sa sagesse et son agilité à négocier. Il sera solicité lors de la guerre face à la tribu Mzab[57].
- ʿAbd al-Salām Khrībesh : Insurgé réputé dans la guerre contre le Makhzen en 1794 – 1795, décédé lors de sa réédition[25].

### Personnalités mondaines ou civiles
- Abdellatif Mansour : Journaliste influent et populaire dans le domaine syndical[58].
- Muhammad Al-Harizi : Proche de Mehdi Ben Barka et des mouvements socialistes[59], il sera exécuté pendant les années de plombs[59].
- Tahir Al-Jilali : Journaliste et narrateur contemporain des Oulad Hriz ainsi que de l'histoire de Berrechid.
- Hatem Al-Hilali : Narrateur moderne des Oulad Hriz.
- Ilyass Elbadaouy : Écrivain et rappeur marocain, résidant à Berrechid.
- Ahmed al-Madini : Romancier et littéraire marocain originaire de Berrechid[60].
- Hassan Al-Maghribi : Rappeur marocain issu de la tribu Oulad Hriz[61].
- Haj Abdelkader Al-Harizi : Artiste musical et père de Hassan Al-Maghribi[61].